# 杜絲先生
《杜絲先生》（英語：Tootsie）是一部1982年的美國電影，哥倫比亞三星電影公司出品，席尼·波拉克導演。女角：潔西卡·蘭芝，1982年最佳女配角。男演員：德斯汀·荷夫曼，而本片香港主題曲由李龍基主唱。

## 劇情
德斯汀·荷夫曼飾演的失業男演員麥克，為生活秘密男扮女裝試鏡，改名為杜絲。沒想到大受歡迎，極速走红。直到他愛上女演員茱莉；而茱莉的父親，色迷迷地愛上杜絲，引發笑料百出。

## 獎項
- 奧斯卡最佳導演獎（提名）
- 奧斯卡最佳影片獎（提名）
- 奧斯卡最佳男主角獎（提名）
- 奧斯卡最佳女配角獎（獲獎）
- 奧斯卡最佳原創劇本獎（提名）
- 奧斯卡最佳攝影獎（提名）
- 奧斯卡最佳剪輯獎（提名）
- 奧斯卡最佳原創歌曲獎（提名）
- 奧斯卡最佳音效獎（提名）

## 外部連結
- 開眼電影網上《窈窕淑男》的資料（繁體中文）
- 豆瓣电影上《窈窕淑男》的資料 （简体中文）
- 时光网上《杜丝先生》的資料（简体中文）
- AllMovie上《杜絲先生》的资料（英文）
- 爛番茄上《杜絲先生》的資料（英文）
- Box Office Mojo上《杜絲先生》的資料（英文）
- TCM电影资料库上《杜絲先生》的资料（英文）
- Metacritic上《杜絲先生》的資料（英文）
- 互联网电影数据库（IMDb）上《杜絲先生》的资料（英文）